# Octavian Iosim
Octavian Iosim (n. 5 septembrie 1930, Cleveland, Ohio, SUA – d. 1988) a fost un jucător și antrenor român de polo pe apă. El a concurat la Jocurile Olimpice de vară din 1952.

## Biografie
A început activitatea la CS „ILSA” din Timișoara, sub îndrumarea antrenorului Gavril Török. A fost component al echipei de aur a CS „ILSA”, contribuind la obținerea celor 6 titluri naționale consecutive (1946- 1951). 
Din 1951, se transferă la CCA/CSA „Steaua București”, avându-l antrenor pe Adalbert Balint. Își va completa palmaresul său cu încă 5 titluri de campion național (1952-1956), cu un loc IV (1951), două locuri III (1957 și 1959) și un loc II (1958), situându-se printre puținii jucători cu 11 titluri de campion, o adevărată performanță la acea vreme. 
A fost component al loturilor naționale susținând 13 jocuri internaționale inter-țări, în care a marcat 10 goluri. A participat în premieră, pentru România, la Jocurile Olimpice de vară din 1952 (Helsinki) și la Campionatul European din 1954
(Torino) fără a se califica în fazele superioare ale acestor competiții. Tot în 1954 participă la turneul de polo, din cadrul Jocurilor Mondiale Universitare de Vară din 1954, desfășurate în Budapesta, contribuind la clasarea echipei pe locul al III-lea. 
Participă la Campionatul Național de natație de juniori din 1946 la 100m spate și 400m liber, în 1947 stabilește un record național cu ștafeta 3X100m mixt juniori, la Campionatul de Natație din 1948 100m spate juniori – locul I, la
4X100m liber juniori – locul II și la 3X100m mixt seniori - locul II, iar în 1949 stabilește un record național cu ștafeta 3x50m mixt, reprezentând CS „ILSA”. 
A activat o perioadă ca antrenor la echipa de juniori a CS „ILSA”. A primit titlul de Maestru al Sportului în 1952. În 1963 s-a
stabilit în Israel, unde a continuat să mai joace o perioadă. A activat ca antrenor al echipei de polo a CS „Hapoel”din Tel Aviv.